# Świerzno (gromada)
Świerzno – dawna gromada, czyli najmniejsza jednostka podziału terytorialnego Polskiej Rzeczypospolitej Ludowej w latach 1954–1972.
Gromady, z gromadzkimi radami narodowymi (GRN) jako organami władzy najniższego stopnia na wsi, funkcjonowały od reformy reorganizującej administrację wiejską przeprowadzonej jesienią 1954 do momentu ich zniesienia z dniem 1 stycznia 1973, tym samym wypierając organizację gminną w latach 1954–1972.
Gromadę Świerzno z siedzibą GRN w Świerznie utworzono – jako jedną z 8759 gromad na obszarze Polski – w powiecie kamieńskim w woj. szczecińskim na mocy uchwały nr V/45/54 WRN w Szczecinie z dnia 5 października 1954. W skład jednostki weszły obszary dotychczasowych gromad Gostyniec, Kaleń i Świerzno ze zniesionej gminy Gostyń oraz miejscowość Stuchowo z dotychczasowej gromady Ciesław ze zniesionej gminy Chomino w tymże powiecie, a także obszar o powierzchni 125 ha z dotychczasowej gromady Witno ze zniesionej gminy Przybiernówko w powiecie gryfickim w tymże województwie. Dla gromady ustalono 9 członków gromadzkiej rady narodowej.
31 grudnia 1959 do gromady Świerzno włączono miejscowości Kępice i Ciesław ze zniesionej gromady Mechowo oraz miejscowości Mokradła, Ugory i Jatki ze znoszonej gromady Trzebieszewo w tymże powiecie.
Gromada przetrwała do końca 1972 roku, czyli do kolejnej reformy gminnej. 1 stycznia 1973 w powiecie kamieńskim utworzono gminę Świerzno.